# Pidonia pauperula
Pidonia pauperula là một loài bọ cánh cứng trong họ Cerambycidae.